# محمد مقبل (ممثل)
محمد مقبل (مواليد 10 أكتوبر 1976) ، هو ممثل كوميدي يمني.
ولد وترعرع في السعودية وهو من اصل يمني كما صرح في حسابة الشخصي في موقع تويتر
حاصل على بكالوريوس في الأدب الإنجليزي، قبل أن يمتهن التمثيل، عمل كمساعد في مكتب محامي ومساعد أستاذ في مدرسة، ومحرّر في مجلّة «باسم» للأطفال. من أهمّ الأعمال الّتي مثّل فيها مسلسل 37 درجة.

## مسلسلاته
- 37 درجة
- طاش 16
- كوميدو
- شفت الليل